# واين هارت
واين هارت (بالإنجليزية: Wayne Hart)‏ هو مدير فني أمريكي، ولد في 10 سبتمبر 1889 في واشنطن العاصمة في الولايات المتحدة، وتوفي في أبريل 1970 في مقاطعة موريس في الولايات المتحدة.